# Orectochilus emmerichi
Orectochilus emmerichi là một loài bọ cánh cứng trong họ van Gyrinidae. Loài này được Falkenström miêu tả khoa học năm 1936.